# Freya Mavor
Freya Mavor (Glasgow, 13 de agosto de 1993) é uma atriz e modelo britânica nascida na Escócia, mais conhecida por interpretar Mini McGuinness na terceira geração da série britânica Skins.

## Biografia
Mavor nasceu em Glasgow, mas cresceu em Inverleith, Edinburgh. Por um período ela também viveu em La Rochelle, França. Estudou no Collège Eugêne Fromentin em La Rochelle e também em Mary Erskine School em Edinburgh, é um membro do National Youth Theatre desde 2008. Sua primeira experiência foi na escola, produções de Shakespeare’s The Tempest como Miranda e em The Merchant of Venice antes de uma temporada em National Youth Theatre.

## Carreira
Em 2011 Freya começou sua profissão, quando ganhou o papel de Mini McGuinness na quinta e sexta temporada na serie Skins do canal E4, depois de fazer uma audição para o papel de Grace Blood. Ela descreveu sua personagem como “uma figura bastante mal-humorada e inteligente, mas ela não pensa realmente sobre as consequências de suas ações.” Por seu papel como Mini McGuinness foi nomeada como Melhor Atriz no TV Choice Awards de 2012.
Em Julho de 2013, Mavor ganhou o papel de Nicola Ball em uma comedia romântica de John McKay, Not Another Happy Ending ao lado de Karen Gillian. O filme escrito por David Solomon e filmado em Glasgow, é sobre uma escritora que tem um bloqueio de escrita e seus colegas de trabalho tentando fazer com que ela consiga escrever novamente. Recentemente ela foi escalada para Sunshine On Leith como Liz, uma adaptação de um musical baseado nas letras de Scottish band The Proclaimers.

### Como modelo
Ela foi considerada como o rosto de Pringle of Scotland pela campanha de primavera/verão de 2011. E venceu o Fashion Icon of the Year Award pela Scottish Fashion Awards, também em 2011.

## Vida Pessoal
Freya tem dois irmãos, Hugo e Alex. Seu pai, James Mavor cursou na Napier University é um dramaturgo premiado que dirige o roteiro de MA Screenwriting. Seu avó, Ronald Bingo Mavor, Foi crítico de teatro do escocês na década de 1960, antes que ele se tornou o diretor do Scottish Arts Council. O bisavô de Freya, Oswald Henry Mavor, mais conhecido como James Bridie mudou o panorama teatral escocesa, a criação em 1950 de uma faculdade de Drama, a precursora da Royal Scottish Academy of Music and Drama.
Freya declarou que seu primeiro interesse pela atuação surgiu depois de assistir Stanley Kubrick’s The Shining quando ela tinha dez anos. Ela fala francês fluentemente e toca piano. Em 2010 ela era mezzo-soprano no National Youth Choir of Scotland.
Mavor ficou em 78 na edição do Reino Unido das 100 mulheres mais sexys do mundo da FHM.

## Filmografia

### Cinema
| Ano  | Título                                     | Papel          | Notas                    |
| ---- | ------------------------------------------ | -------------- | ------------------------ |
| 2013 | Not Another Happy Ending                   | Nicola Ball    |                          |
| 2013 | Sunshine on Leith                          | Liz Henshaw    |                          |
| 2015 | The Lady in the Car with Glasses and a Gun | Dany           | Filme em Língua Francesa |
| 2016 | The Jews                                   | Marie          | Filme em Língua Francesa |
| 2016 | Cézanne and I                              | Jeanne         | Filme em Língua Francesa |
| 2017 | The Sense of an Ending                     | Young Veronica |                          |
| 2017 | Modern Life Is Rubbish                     | Natalie        |                          |
| 2018 | Dead in a Week: Or Your Money Back         | Ellie          |                          |
| 2018 | L'Empereur de Paris                        | Annette        | Filme em Língua Francesa |
| 2019 | The Keeper                                 | Margaret       |                          |
| 2019 | Balance, Not Symmetry                      | Dolly          | Pós-produção             |

### Televisão
| Ano       | Título                    | Papel            | Notas                                      |
| --------- | ------------------------- | ---------------- | ------------------------------------------ |
| 2011–2012 | Skins                     | Mini McGuinness  | Elenco principal                           |
| 2013      | The White Queen           | Isabel de Iorque | 3 episódios                                |
| 2014      | New Worlds                | Beth Fanshawe    | 4 episódios                                |
| 2014      | Casting(s)                |                  |                                            |
| 2015      | Virtuoso                  | Marie            | Filme para a televisão                     |
| 2018      | The ABC Murders           | Thora Grey       | 3 episódios                                |
| 2019      | Il était une seconde fois | Louise           | Minissérie em Língua Francesa, 4 episódios |

## Teatro
| Ano  | Título      | Papel        | Notas          |
| ---- | ----------- | ------------ | -------------- |
| 2013 | Boys        | Sophie       | Arcola Theatre |
| 2016 | Good Canary | Annie Parker | Rose Theatre   |